# Thomas Chippendale
Thomas Chippendale (født 5. juni 1718, død 13. november 1779), var en møbeldesigner og møbelproducent fra Otley, West Yorkshire i Storbritannien. Sammen med Thomas Sheraton og George Hepplewhite, betragtes han som én af de "tre store" indenfor engelsk møbeldesign under 1700-tallet.
Hans specielle stil (en blanding af klassicisme, rokoko, gotik og med et kinesisk præg), som inspirerede andre engelske møbelsnedkere, fik stor betydning for engelsk møbelkunst i slutningen af 1700-tallet. Stilen fik dog ikke rigtig i første omgang noget gennembrud andre steder i Europa.
Som nystilskaber slog chippendale-stilen først igennem i USA i slutningen af 1800-tallet og i løbet af 1900-tallet blev stilen endnu mere populær i andre lande.